# Hoffströms
La Aktiebolaget R. W. Hoffströms Skogsbyrå (en français : Société à responsabilité limitée forestière R. W. Hoffström) ou Hoffströms en abrégé, était une entreprise finlandaise basée à Helsinki, fondée en 1914.

## Historique
Le fondateur de l’entreprise, Rudolf Wilhelm Hoffström (1878-1958), et Frans Arvidsson étaient propriétaires de l’entreprise. En 1928, Hoffström en détenait 92% à lui seul. Le capital social se composait de 600 actions d’une valeur unitaire de 1000 marks finlandais.
La société possédait des bureaux à Helsinki à partir de 1914, au 1 Hakasalmenkatu (de nos jours, 5 Keskuskatu). Elle avait également des bureaux à Vyborg (au 18 Torkkelinkatu) et à Saint-Pétersbourg. Lorsque les opérations à Helsinki ont commencé à être réduites en 1927, Vyborg est redevenu l’endroit le plus important. Les activités de la société ont été progressivement interrompues à Helsinki à partir de 1927 et à Vyborg en juin 1928.

## Activités
L’activité première de l’entreprise était la gestion forestière : évaluations et plans de gestion, vente et exploitation, estampage, contrôle de l’exploitation forestière. La société se livrait également à l’exportation de bois. À partir de 1919-1921, elle a diversifié ses activités avec la production de produits techniques tels que le carburant diesel, l’importation de moteurs marins et des services de conception pour les usines de l’industrie forestière.
Après la restauration en 1918 de l’indépendance de la Pologne et de son accès à la mer, il a fallu constituer la marine polonaise à partir de zéro. Cette tâche était extrêmement difficile en raison des énormes problèmes financiers du jeune Etat. Pour créer un rudiment de marine dès 1919, les autorités maritimes ont cherché d’urgence la possibilité d’acheter des navires auxiliaires, principalement à Gdańsk et en Finlande, où les navires étaient offerts aux prix les plus bas. Les premiers programmes de développement de la marine comportaient une proposition d’achat de dragueurs de mines, connus à l’époque sous le nom de « chalutiers ». Un document sur le programme d’expansion de la marine polonaise, daté du 5 août 1919, indiquait 10 dragueurs de mines d’un déplacement de 450 tonnes. Dans la liste, datée du 26 février 1920, dressée par le chef du bureau « organisation » du département des affaires maritimes (DSM) du ministère des Affaires militaires, apparaissait la mention de 7 dragueurs de mines d’un déplacement de 200 tonnes pour entraîner les équipages de la marine à partir du printemps 1921. 
Au début de l’année 1920, des offres ont commencé à paraître pour la vente de navires de cette classe, principalement des surplus militaires allemands. Une offre a été soumise le 20 avril 1920 par Aktiebolaget RW Hoffströms Skogsbyrå. Il s’agissait de navires construits dans des chantiers navals allemands (leurs noms apparaissaient dans la proposition) : Joh. C. Tecklenborg à Geestemünde, Jos. L. Meyer à Papenburg et D. W. Kremer Sohn à Elmshorn. Lors d’une réunion tenue début mai 1920 au siège du Ministère, il fut décidé d’acheter deux dragueurs de mines pour 70 000 dollars américains. Le département technique du DSM, après avoir examiné les propositions des Finlandais pour d’autres navires, a proposé d’acheter deux dragueurs de mines identiques supplémentaires, qui avaient été achevés après la guerre et n’avaient jamais fait partie de la Kaiserliche Marine. Le ministère des Finances a alloué un montant supplémentaire de 55 000 $ pour cet achat.